# Гений дзюдо (фильм, 1965)
«Гений дзюдо» (оригинальное название — «Сугата Сансиро». яп. 姿三四郎: сугата сансиро; англ. Sanshiro Sugata / Judo Saga) — японский чёрно-белый фильм, созданный в жанре драматического боевика режиссёром Сэйитиро Утикава в 1965 году. Кинолента снята по сценарию Акиры Куросавы, основанному на романе писателя Цунэо Томиты.

## Сюжет
Япония. 1882 год. Молодой рикша Сансиро Сугата приезжает в Токио, чтобы поступить в школу джиу-джитсу наставника Сабуро Монма. В тот же вечер Монма со своими учениками нападает на создателя нового направления в японской борьбе — дзюдо — Яно Сигоро. Монма хочет убить Яно — претендента на пост инспектора борьбы в главном полицейском управлении — с целью получить эту должность. В яростной схватке Яно побеждает и великодушно дарует жизнь Монме. Поражённый силой, мастерством и благородством Яно, Сансиро просит наставника принять его в школу дзюдо, которую он возглавляет.
Прошёл год. Сансиро стал отличным борцом. Однажды он вынужден был вступить в драку с хулиганами. Учитель Яно был подавлен поступком Сансиро. Яно утверждает, что борец не имеет права ради победы идти на всё, даже на убийство. Такое отношение к борьбе пробуждает в человеке самые низменные и отвратительные черты.
Яно говорит своему ученику: «Ты ещё мало разбираешься в жизни, а того, кто в ней не разбирается, нельзя обучать дзюдо, как нельзя давать нож безумцу».
Через полгода Яно Сигоро получает вызов от школы «разящих наповал». Он решает, что честь школы дзюдо будет защищать Сансиро Сугата. В жестоком поединке с наставником Маима Сансиро побеждает, но от его броска противник умирает. Неожиданная смерть недавнего врага потрясает борца. Блестящая победа в поединке не принесла борцу удовлетворения.
«О жалости ты должен забыть, если хочешь добиться успеха. Не жалость, а мужество нужно в себе воспитывать, — говорит Яно своему ученику. — Тебе понятно, почему я назвал свою борьбу не джиу-джитсу, а дзюдо? Джиу-джитсу — это техника борьбы, а дзюдо — это путь борьбы».
На празднике военного мастерства, организованном Государственным полицейским управлением, должен состояться поединок представителей враждующих школ, который решит судьбу джиу-джитсу и дзюдо. Сансиро Сугата должен встретиться с руководителем группы джиу-джитсу при полицейском управлении Хансукэ Мураи. Один из сильнейших мастеров джиу-джитсу, Гэнносукэ Хигаки, которому нравится дочь Мураи, пытается отговорить своего учителя от этой встречи, так как Мураи уже стар, а Сугата молод. Мураи непреклонен. Как наставник, он обязан представлять свою школу, защищая её принципы честно, без запрещённых приёмов. Гэнносукэ не может этого понять. По его мнению, когда речь идёт о существовании джиу-джитсу, любые приёмы хороши.Ведь благородные воины сейчас не у дел! Нужно пробивать себе дорогу локтями.
Саё, дочь Мураи, беспокоится за своего отца и каждый день ходит молиться за него в храм. Во время сильного ливня она случайно сталкивается с Сансиро. Молодые люди проникаются взаимной симпатией, но, узнав друг друга, они весьма огорчены. Сансиро растерян, он не желает победы в предстоящей схватке, не хочет причинить боль милой девушке. Но он обязан защищать интересы своей школы. В длительном упорном поединке Сансиро побеждает. Старый Мураи получил сильные травмы во время борьбы и слёг. Через дочь он приглашает Сансиро к себе домой и дружески с ним беседует. Мураи предлагает создать единую школу мужества, которая растила бы людей не только сильных, но и благородных. А интересы карьеры, наживы или политики не должны иметь никакого отношения к высокому призванию настоящего борца. Это были предсмертные пожелания руководителя школы джиу-джитсу. На его похоронах Гэнносукэ затевает ссору с представителями школы дзюдо и вызывает Сансиро на поединок. Борьба должна кончиться смертью одного из участников. К месту встречи соперников прибывает встревоженная Саё, но уже не может остановить напряжённой борьбы. Смертельная схватка длится несколько десятков минут. Противники очень устали, но никто не может взять верх. Наконец Сансиро поражает врага своим знаменитым приёмом «горный ураган». Сансиро вновь переживает свою невольную жестокость. Чтобы отвлечься, он уезжает...
Гэнносукэ остался жив, но оправиться после поединка он уже не может. Два его младших брата, Тэссин и Гэндзабуро, грубияны и забияки, пытаются отомстить за брата. Но Яно запрещает вернувшемуся из путешествия Сансиро вступать в драку. Братья Гэнносукэ, владеющие секретными приёмами каратэ, избивают начинающих учеников школы дзюдо и провоцируют Сансиро на смертельный поединок. Больной Гэнносукэ приходит к Сансиро и передаёт ему приём каратэ. Чтобы принять вызов сразиться с противником, Сансиро вынужден уйти из школы, ученикам которой запрещены поединки. Он прощается с Саё. Девушка обещает ждать его долго-долго, всю жизнь.
И опять Сансиро из опасной схватки выходит победителем. Но он не бросает на произвол своего искалеченного противника. Школа дзюдо воспитала в нём благородство и великодушие. Сансиро выхаживает в горной хижине больного Тэссина. Он не изменил основным принципам дзюдо и поэтому с чистой совестью может вернуться к своему мудрому учителю Яно

## В ролях
- Юдзо Каяма — Сансиро Сугата
- Тосиро Мифунэ — Согоро Яно
- Цутому Ямадзаки — Гэндзиро (советский дубляж — Роберт Чумак)
- Эйдзи Окада — Гэнносукэ / Тэссин
- Такаси Симура — Мисима
- Бокудзэн Хидари — священник
- Дайскэ Като — Хансукэ Мураи
- Юмико Коконоэ — Саё, дочь Хансукэ
- Тацухико Намисато — Дайсабуро Хидаримондзи
- Киндзи Мацуэда — Ёсимаро Дан
- Хироси Аояма — Тораносукэ Синкаи
- Ёсиро Аоки — Юдзиро Тода
- Тёко Иида — пожилая женщина
- Юноскэ Ито — Сабуро Монма

## Премьеры
- — национальная премьера фильма состоялась 29 мая 1965 года[1].
- — премьерный показ в Соединённых Штатах прошёл 27 августа 1965 года[2].
- — фильм демонстрировался в советском прокате с января 1967 года[3].
- — премьера в Мексике: 21 августа 1969 года[2].
- — фильм демонстрировался в польском кинопрокате с апреля 1971 года[2].

## Комментарии
1. ↑  Оригинальное название — 姿三四郎: сугата сансиро. В советском прокате фильм демонстрировался с 16 января 1967 года под названием «Гений дзюдо», р/у Госкино СССР № 2243/66 (до 1 октября 1973 года) — опубликовано: «Аннотированный каталог фильмов действующего фонда: Часть III. Зарубежные художественные фильмы», М.: «Искусство»-1968, С. 29—30.